# آب فنر
آب فنر، آب پیچ (نام علمی: Vallisneria spiralis) نام یک گونه از سردهٔ آب فنر است.